# Acacia confluens
Acacia confluens é uma espécie de leguminosa do gênero Acacia, pertencente à família Fabaceae.